# Stranda
Stranda és un municipi situat al comtat de Møre og Romsdal, Noruega. Té 4.598 habitants (2016) i té una superfície de 866.11 km². El centre administratiu del municipi és el poble homònim.